# Hermann Bartmann
Hermann Bartmann (* 10. Februar 1939 in Neheim-Hüsten; † 24. Dezember 2000 in Mainz) war ein deutscher Wirtschaftswissenschaftler und Hochschullehrer.

## Leben und Wirken
Hermann Bartmann studierte vom Sommersemester 1960 bis zum Sommersemester 1964 Volkswirtschaftslehre an den Universitäten Tübingen und Münster und legte an der Universität Münster 1964 die Prüfung als Diplom-Volkswirt ab. Von 1964 bis 1965 arbeitete er als wissenschaftlicher Assistent am Volkswirtschaftlichen Seminar der Technischen Universität Hannover, von 1965 bis 1967 am Institut für Wirtschafts- und Sozialwissenschaften der Technischen Universität Karlsruhe und bis 1971 am Volkswirtschaftlichen Seminar der Universität Göttingen. An der Universität Göttingen erfolgte 1971 seine Promotion zum Dr. rer. pol. Von 1971 bis 1977 war Bartmann als wissenschaftlicher Assistent am Wirtschaftswissenschaftlichen Seminar der Eberhard Karls Universität Tübingen tätig, wo er sich 1975 habilitierte. Als Privatdozent bzw. Universitätsdozent lehrte er dort bis 1978. In diesem Jahr wurde der 1978 in Tübingen zum außerplanmäßigen Professor ernannte Wissenschaftler auf den Lehrstuhl für Volkswirtschaftslehre an der Universität Mainz berufen.
In seinen letzten Wirkungsjahren an der Universität Mainz beschäftigte sich Bartmann vor allem mit der Umweltökonomie. Er war Mitbegründer des Verlags Surbir.

## Veröffentlichungen (Auswahl)
- Zur Theorie der Lohnbildung in makroökonomischen Modellen. Bestimmung des gesamtwirtschaftlichen Lohnniveaus unter Berücksichtigung der Theorie der kollektiven Lohnverhandlungen. Schwartz, Göttingen 1971 (Dissertation Universität Göttingen).
- Konjunkturelle Wachstums- und Verteilungsprozesse. Theoretische Ansätze. Schwartz, Göttingen 1976, ISBN 3-509-00989-4 (Habilitationsschrift Universität Tübingen).
- Grundlagen der Konjunkturanalyse. Zwei Bände. Surbir, Bielefeld 1976.
- Ausgewählte Probleme der Verteilungstheorie und Verteilungspolitik. Surbir, Bielefeld 1976.
- Verteilungstheorie (= Vahlens Handbücher der Wirtschafts- und Sozialwissenschaften). Vahlen, München 1981, ISBN 3-8006-0901-0.
- Preistheorie. Surbir, St. Gallen 1981.
- (mit Klaus-Dieter John): Grundkonzeptionen der Konjunktur- und Wachstumsanalyse. Vier Teile. 2. Aufl. Surbir, St. Gallen 1987.
- (mit Alex Föller): Umweltökonomie. Vorlesung. Surbir, St. Gallen 1992.
- (mit Antje Geldsetzer): Umweltökonomie – ökologische Ökonomie. Kohlhammer, Stuttgart 1996, ISBN 3-17-013765-4.
- Die Ökologisierung der Ökonomie. Gedenkschrift mit jüngeren Beiträgen von Prof. Dr. Hermann Bartmann zur ökologischen Ökonomie, hrsg. von Andreas Busch. Shaker, Aachen 2002, ISBN 3-8265-9553-X (mit Lebenslauf von Hermann Bartmann).